# Chambéon
Chambéon település Franciaországban, Loire megyében. Lakosainak száma 653 fő (2022. január 1.). Chambéon Poncins, Feurs, Magneux-Haute-Rive, Mornand-en-Forez és Saint-Laurent-la-Conche községekkel határos.

## Népesség
A település népességének változása:
| Lakosok száma | 357  | 281  | 360  | 441  | 515  | 521  | 562  | 618  | 639  | 653  |
|               | 1968 | 1982 | 1990 | 2006 | 2013 | 2015 | 2017 | 2019 | 2020 | 2022 |